# Dayi sud
Le district de Dayi sud   (officiellement South Dayi District, en Anglais) est l’un des 18 districts de la Région de la Volta au Ghana.

## Villes et villages du district
| - Kpeve - Peki Adzokoe - Peki Sanga - Todome - Wegbe Kpalime | - Tzemeni - Peki Avetile - Peki Dzake Dzemeni - Vakpo - Peki Tsame | - Peki Blengo Kpodzi - Duga-Kpalime - Peki Wudome - Toh-Kpalime |

## Sources
- (en)
- (en) Site de Ghanadistricts